# ФК «Сибирь» в сезоне 2010
 Сибирь (Новосибирск) в 2010 году — статистика выступлений и деятельность клуба в Премьер-лиге Чемпионата России по футболу 2010 года.

## Итоги прошедшего сезона (2009)
По итогам сезона футбольная команда Сибирь заняла 2-е место в Первом дивизионе Чемпионата России по футболу, тем самым получила право в 2010 году выступать в элитном дивизионе российского футбола.
В опросе новосибирского сайта «НГС.НОВОСТИ» «Какое событие уходящего года было самым ярким и значимым в жизни города?» приняли участие более 10 тыс. человек, из которых большинство — почти 30 % — выбрало ответ «Выход ФК „Сибирь“ в Премьер-лигу». Второе место с результатом 23,6 % заняло «Завершение строительства развязок на Выборной и Бердском шоссе», а третьим стало «Появление TELE2» — 15,43 %.:
По окончании сезона были подведены следующие итоги:
в традиционном опросе игроков первого дивизиона (209 футболистов) газетой «Спорт-Экспресс» победителем стал Медведев — 113 баллов, на втором месте Гогниев (КАМАЗ) — 82 балла, также в 20-ку лучших вошёл Зиновьев (4-е место) — 41 балл и Чепчугов (6-е место) — 32 балла;
по результатам оценок игроков в каждом матче газета «Спорт-Экспресс» выбрала пятёрку лучших игроков первого дивизиона: на 2-м месте Медведев — 29 очков;
ПФЛ определила лауреатов сезона 2009 года в первом дивизионе и в зонах второго дивизиона: лучший игрок, лучший нападающий и лучший бомбардир (18 мячей) — Медведев; лучший вратарь — Чепчугов;
болельщики в ходе интернет-голосования на официальном сайте «Сибири» выбирали лучшего футболиста в 2009 году. Победителем стал Чепчугов — 59 % участников опроса, на втором месте Зиновьев — 14 %, а на третьем — Молош — 9 %.

## Трансферная политика

### Зимнее трансферное окно
Пришли
| Поз. | Игрок               | Прежний клуб |
| ---- | ------------------- | ------------ |
| Вр   | Войцех Ковалевски   | Ираклис      |
| Вр   | Алексей Солосин     | Урал         |
| Защ  | Никола Валентич     | Алания       |
| Защ  | Егор Филипенко *    | Спартак      |
| Защ  | Арунас Климавичюс   | Урал         |
| ПЗ   | Томаш Чижек         | Яблонец      |
| ПЗ   | Иван Нагибин        | Чита         |
| ПЗ   | Андрей Шрейнер      | Краснодар    |
| ПЗ   | Максим Астафьев     | Ростов       |
| ПЗ   | Павел Логвинов      | Сатурн-2     |
| ПЗ   | Максим Житнев       | Спартак      |
| Нап  | Владимир Глухов     | Сокол        |
| Нап  | Роман Беляев        | Чита         |
| Нап  | Игорь Шевченко      | Кубань       |
| Нап  | Александр Антипенко | Химки        |
| Нап  | Максим Городцов     | Торпедо-ЗИЛ  |

Ушли
| Поз. | Игрок             | Новый клуб                       |
| ---- | ----------------- | -------------------------------- |
| Вр   | Ненад Эрич        | свободный агент, Кайрат          |
| Вр   | Сергей Чепчугов   | ЦСКА                             |
| Вр   | Александр Довбня  | свободный агент, Нижний Новгород |
| Защ  | Николай Самойлов  | Урал                             |
| Защ  | Денис Гудаев*     | отзаявлен, Радиан-Байкал         |
| ПЗ   | Денис Лактионов   | завершил карьеру                 |
| ПЗ   | Семён Семененко   | свободный агент, Содовик         |
| ПЗ   | Кирилл Акилов     | свободный агент, Химки           |
| ПЗ   | Артём Кабанов     | свободный агент                  |
| Нап  | Сергей Шумилин**  | ЦСКА                             |
| Нап  | Горан Станковский | Диярбакырспор                    |

### Летнее трансферное окно
Пришли
| Поз. | Игрок               | Прежний клуб     |
| ---- | ------------------- | ---------------- |
| Вр   | Петр Вашек*         | Словацко         |
| Защ  | Адесойе Ойеволе*    | Урал             |
| Защ  | Стив Жозеф-Ренет*   | Славия София     |
| П/з  | Вагиз Галиулин*     | Рубин            |
| ПЗ   | Рохер Каньяс        | Транзит          |
| ПЗ   | Величе Шумуликоский | Престон Норт Энд |
| Нап  | Бартломей Гржелак   | Легия            |

Ушли
| Поз. | Игрок                | Новый клуб               |
| ---- | -------------------- | ------------------------ |
| Защ  | Роман Амирханов      | Спартак-Нальчик          |
| ПЗ   | Александр Макаренко* | Жемчужина-Сочи           |
| ПЗ   | Александр Шуленин    | Волга НН                 |
| ПЗ   | Александр Минеев     | СКА-Энергия              |
| Нап  | Геннадий Близнюк     | свободный агент, Белшина |
| Нап  | Алексей Медведев     | Рубин                    |
| Нап  | Виталий Сидоров      | свободный агент          |

* В аренду.

** Из аренды.

## Чемпионат России

### 1 тур
| 14 марта 2010 11:30 MSK | \| Сибирь \| 0:2 (0:1) Протокол \| Терек \| \| \| Голы \| Кобенко 40′ · Асильдаров 56′ \| | Спартак, Новосибирск Зрителей: 12 000 Судья: Эдуард Малый (Волгоград) |
| Составы: · Сибирь: Ковалевски, Молош, Выходил, Макаренко, Бухряков, Филипенко, Чижек (Нагибин, 77'), Аравин, Астафьев (Шевченко, 73'), Близнюк (Дегтярёв, 46'), Медведев. · Терек: Дикань, Омельянчук, Ятченко, Хаймович, Уциев, Георгиев, Маурисио, Кобенко, Арсэ (Кацаев, 65'), Асильдаров (Садаев, 76'), Бракамонте. · Бухряков (45) — Георгиев (18), Омельянчук (56). · Бухряков (88) (С). |                                                                                           |                                                                       |
| Сибирь | 0:2 (0:1) Протокол                                                                        | Терек                                                                 |
| | Голы                                                                                      | Кобенко 40′ · Асильдаров 56′                                          |

| Сибирь |                       | Анжи |
| ------ | --------------------- | ---- |
| 3      | голевые моменты       | 2    |
| 8(3)   | удары (в створ ворот) | 9(5) |
| 4      | угловые               | 5    |

### 2 тур
| 20 марта 2010 16:30 MSK | \| Сатурн \| 1:1 (0:1) Протокол \| Сибирь \| \| Иванов 73′ \| Голы \| Медведев 45′ \| | Сатурн, Раменское Зрителей: 3 000 Судья: Владислав Безбородов (Санкт-Петербург) |
| Составы: · Сатурн: Кински, Грачёв, Нахушев, Евсеев, Халилович, Ангбва, Воробьёв (Бояринцев, 6), Каряка, Сапета, Иванов, Кириченко (Якубко, 46). · Сибирь: Ковалевски, Молош, Выходил, Макаренко, Филипенко, Климавичюс, Чижек, Дегтярёв (Шевченко, 84), Шуленин (Нагибин, 65 (Валентич, 81)), Аравин, Медведев. · Сапета (11), Каряка (28) — Дегтярёв (28), Шуленин (30), Макаренко (48), Шевченко (90+2). · Макаренко (77) (Сиб). |                                                                                       |                                                                                 |
| Сатурн | 1:1 (0:1) Протокол                                                                    | Сибирь                                                                          |
| Иванов 73′ | Голы                                                                                  | Медведев 45′                                                                    |

| Сатурн |                       | Сибирь |
| ------ | --------------------- | ------ |
| 7      | голевые моменты       | 2      |
| 15(6)  | удары (в створ ворот) | 7(4)   |
| 13     | угловые               | 1      |

Газета «Спорт-Экспресс» по итогам тура отметила игроков «Сибири» в следующих номинациях:
«самый красивый гол» — 2-е место Медведеву — в прыжке головой переправил мяч из центра штрафной в угол после нацеленной передачи от левой бровки
«эффектная голевая передача» — 2-е место Чижеку — исполнил навес на 35 метров. Мяч, перелетев через защитника Халиловича, попал точно на голову поразившему ворота Медведеву.
«спасение ворот» — 2-е место Ковалевски — спас ворота, отразив удар головой в упор «сатурновца» Ангбвы.

### 3 тур
| 27 марта 2010 11:00 MSK | \| Сибирь \| 0:2 (0:1) Протокол \| Спартак-Нальчик \| \| \| Голы \| Дядюн 17′, 53′ \| | Спартак, Новосибирск Зрителей: 9 000 Судья: Алексей Еськов (Москва) |
| Составы: · Сибирь: Ковалевски, Молош (Аравин, 20), Выходил, Бухряков, Филипенко (Антипенко, 56), Климавичюс, Чижек (Астафьев, 63), Дегтярёв, Шуленин, Зиновьев, Медведев. · Спартак-Нальчик: Отто, Амисулашвили, Филатов, Кисенков, Джудович, Леандро, Гогуа (Бикмаев, 85), Концедалов, Дядюн (Хатаженков, 90+3), Гетериев, Сирадзе (Патрик, 81). · Климавичюс (29), Филипенко (46) — Филатов (26), Сирадзе (70). |                                                                                       |                                                                     |
| Сибирь | 0:2 (0:1) Протокол                                                                    | Спартак-Нальчик                                                     |
| | Голы                                                                                  | Дядюн 17′, 53′                                                      |

| Сибирь |                       | Нальчик |
| ------ | --------------------- | ------- |
| 2      | голевые моменты       | 4       |
| 10(3)  | удары (в створ ворот) | 6(4)    |
| 5      | угловые               | 6       |

### 4 тур
| 3 апреля 2010 12:00 MSK | \| Амкар \| 3:1 (2:1) Протокол \| Сибирь \| \| Волков 10′ · Пеев 23′, 90+3′ \| Голы \| Молош 34′ \| | Звезда, Пермь Зрителей: 10 500 Судья: Вячеслав Харламов (Москва) |
| Составы: · Амкар: Нарубин, Федорив, Гаал, Белоруков, Попов, Дедечко, Пеев, Новакович (Кнежевич, 63), Соколов (Померко, 82; Садиков, 90+2), Волков, Кушев. · Сибирь: Солосин, Молош, Выходил, Макаренко, Филипенко, Климавичюс, Чижек (Васильев, 11), Шуленин (Савенас, 71), Зиновьев, Антипенко (Дегтярев, 53), Близнюк. · Соколов (49), Померко (85) — Васильев (36), Антипенко (43), Молош (81). | |                                                                  |
| Амкар | 3:1 (2:1) Протокол                                                                                  | Сибирь                                                           |
| Волков 10′ · Пеев 23′, 90+3′ | Голы                                                                                                | Молош 34′                                                        |

| Амкар |                       | Сибирь |
| ----- | --------------------- | ------ |
| 5     | голевые моменты       | 2      |
| 8(5)  | удары (в створ ворот) | 7(2)   |
| 2     | угловые               | 5      |

Газета «Спорт-Экспресс» по итогам тура присвоила 1-е место в номинации «самый красивый гол» Молошу — со штрафного, назначенного в 30 метрах от ворот, вколотил мяч в левый от голкипера верхний угол рикошетом от перекладины

### 5 тур
| 11 апреля 2010 11:30 MSK | \| Сибирь \| 2:4 (0:2) Протокол \| Анжи \| \| Медведев 58′ · Астафьев 60′ \| Голы \| Цораев 21′ · Голенда 34′, 48′ · Цораев 90+3′ \| | Спартак, Новосибирск Судья: Максим Лаюшкин (Москва) |
| Составы: · Сибирь: Ковалевски (Солосин, 46), Аравин, Филипенко (Антипенко, 40), Выходил, Молош, Зиновьев (Васильев, 53), Макаренко, Нагибин, Астафьев, Близнюк, Медведев. · Анжи: Ревишвили, Шукуров (Мамаев, 73), Пекович, Тагирбеков, Квирквелия, Агаларов, Иванов, Бакаев (Арзиани, 83), Стрельцов (Ходжава, 63), Цораев, Голенда. · Близнюк (38), Аравин (51), Молош (88) — Голенда (10), Бакаев (38), Ходжава (78), Ревишвили (83), Цораев (90+1). · Аравин (68) (С). · Макаренко (71) (С). | |                                                     |
| Сибирь | 2:4 (0:2) Протокол | Анжи                                                |
| Медведев 58′ · Астафьев 60′ | Голы | Цораев 21′ · Голенда 34′, 48′ · Цораев 90+3′        |

| Сибирь |                       | Анжи |
| ------ | --------------------- | ---- |
| 7      | голевые моменты       | 6    |
| 15(7)  | удары (в створ ворот) | 7(5) |
| 7      | угловые               | 2    |

Газета «Спорт-Экспресс» по итогам тура присвоила 3-е место в номинации «эффектная голевая передача» Астафьеву — подключившись к атаке с правого фланга, в касание прострелил на ход Медведеву.

### 6 тур
Алания — Сибирь 2:1
| 17 апреля 2010 18:30 MSK | \| Алания \| 2:1 (0:0) Протокол \| Сибирь \| \| Кириллов 72′ · Маренич 87′ \| Голы \| Чижек 46′ \| | Спартак, Владикавказ Зрителей: 17 500 Судья: Евгений Турбин (Москва) |
| Составы: · Алания: Хомич, Мамах, Кайта, Иванов, Дакоста, Низамутдинов (Оганян, 80), Флореску, Габулов (Маренич, 67), Д. Базаев (Кириллов, 46), Г. Базаев, Кузнецов. · Сибирь: Солосин, Климавичюс, Бухряков, Выходил, Молош, Зиновьев (Астафьев, 73), Шуленин, Чижек, Близнюк (Филипенко, 75), Медведев, Антипенко (Дегтярев, 60). · Габулов (65), Мамах (79), Иванов (86) — Молош (43), Климавичюс (83). | |                                                                      |
| Алания | 2:1 (0:0) Протокол                                                                                 | Сибирь                                                               |
| Кириллов 72′ · Маренич 87′ | Голы                                                                                               | Чижек 46′                                                            |

| Алания |                       | Сибирь |
| ------ | --------------------- | ------ |
| 3      | голевые моменты       | 1      |
| 11(5)  | удары (в створ ворот) | 6(2)   |
| 7      | угловые               | 4      |

### 7 тур
| 24 апреля 2010 14:00 MSK | \| Сибирь \| 1:4 (0:2) Протокол \| ЦСКА \| \| Чижек 74′ \| Голы \| Игнашевич 11′ · Гильерме 45+2′ · Нецид 54′ · Дзагоев 73′ \| | Спартак, Новосибирск Зрителей: 12 400 Судья: Владислав Безбородов (Санкт-Петербург) |
| Составы: · Сибирь: Ковалевски, Астафьев, Бухряков, Выходил, Молош, Зиновьев (Климавичюс, 65), Шуленин, Близнюк (Васильев, 53), Чижек, Антипенко (Нагибин, 46), Медведев. · ЦСКА: Акинфеев, Одиа, А. Березуцкий, Игнашевич, Щенников, Гильерме (Красич, 79), Шемберас (Рахимич, 87), Мамаев (Гонсалес, 84), Хонда, Дзагоев, Нецид. · Близнюк (8), Астафьев (14) — Игнашевич (40), Дзагоев (75). | |                                                                                     |
| Сибирь | 1:4 (0:2) Протокол | ЦСКА                                                                                |
| Чижек 74′ | Голы | Игнашевич 11′ · Гильерме 45+2′ · Нецид 54′ · Дзагоев 73′                            |

| Сибирь |                       | ЦСКА  |
| ------ | --------------------- | ----- |
| 3      | голевые моменты       | 6     |
| 10(6)  | удары (в створ ворот) | 13(7) |
| 3      | угловые               | 7     |

### 8 тур
| 2 мая 2010 11:30 MSK | \| Сибирь \| 2:0 (0:0) Протокол \| Ростов \| \| Медведев 57′ · Нагибин 87′ \| Голы \| \| | Спартак, Новосибирск Зрителей: 10 000 Судья: Юрий Баскаков (Москва) |
| Составы: · Сибирь: Ковалевски, Макаренко, Бухряков, Филипенко, Молош, Аравин, Шуленин, Астафьев (Валентич, 82), Чижек (Васильев, 54), Шевченко (Нагибин, 57), Медведев. · Ростов: Амельченко, Анджелкович, Черкес, Григалава (Живанович, 46), Гионеа, Кульчий, Иванов (Акимов, 53), Блатняк, Гацкан, Адамов (Ахметович, 72), Лебеденко. · Аравин (53), Макаренко (75) — Григалава (41), Адамов (62), Гацкан (90). |                                                                                          |                                                                     |
| Сибирь | 2:0 (0:0) Протокол                                                                       | Ростов                                                              |
| Медведев 57′ · Нагибин 87′ | Голы                                                                                     |                                                                     |

| Сибирь |                       | Ростов |
| ------ | --------------------- | ------ |
| 5      | голевые моменты       | 3      |
| 14(8)  | удары (в створ ворот) | 11(6)  |
| 4      | угловые               | 7      |

Газета «Спорт-Экспресс» по итогам тура отметила игроков «Сибири» в следующих номинациях:
«символическая сборная тура» — Медведев и Нагибин
«самый красивый гол» — 1-е место Медведеву — после навеса от левой бровки завис в воздухе в центре штрафной, дотянувшись головой до мяча и переправив его в угол; 4-е место Нагибину — вместе с Медведевым в две передачи прошел от центральной линии до штрафной и завершил красивую комбинацию точным ударом с 16 метров в левый нижний угол.
«эффектная голевая передача» — 1-е место Макаренко — от левой бровки сделал передачу на 35 метров в центр штрафной — точно на голову Медведеву.
«лучшие игроки тура» (по оценкам газеты) — 6,5 баллов Медведеву, Нагибину, Ковалевски.

### 9 тур
| 6 мая 2010 14:15 MSK | \| Рубин \| 1:0 (0:0) Протокол \| Сибирь \| \| Нобоа 51′ \| Голы \| \| | Центральный, Казань Зрителей: 5 200 Судья: Вячеслав Харламов (Москва) |
| Составы: · Рубин: Рыжиков, Ансалди, Сесар Навас, Салуквадзе, Х. Фигэрэс, Семак, Касаев (Горбанец), Муравски, Нобоа, Галиулин (Быстров), Бухаров. · Сибирь: Ковалевски, Макаренко (Шуленин, 46), Бухряков, Молош, Валентич, Филипенко, Чижек (Дегтярёв, 63), Нагибин, Аравин (Васильев, 55), Астафьев, Медведев. · нет — Макаренко (33), Бухряков (34), Ковалевски (58), Валентич (58). |                                                                        |                                                                       |
| Рубин | 1:0 (0:0) Протокол                                                     | Сибирь                                                                |
| Нобоа 51′ | Голы                                                                   |                                                                       |

| Рубин              |                       | Сибирь |
| ------------------ | --------------------- | ------ |
| 2                  | голевые моменты       | 1      |
| 9(5,1-перекладина) | удары (в створ ворот) | 5(2)   |
| 3                  | угловые               | 5      |

### 10 тур
| 10 мая 2010 11:30 MSK | \| Сибирь \| 4:1 (2:1) Протокол \| Крылья Советов \| \| Чижек 8′ · Медведев 17′ · Климавичюс 67′ · Астафьев 80′ \| Голы \| Ткачёв 6′ \| | Спартак, Новосибирск Зрителей: 10 000 Судья: Альмир Каюмов (Москва) |
| Составы: · Сибирь: Ковалевски, Макаренко, Бухряков, Валентич, Филипенко, Чижек (Васильев, 57), Нагибин (Климавичюс, 62), Аравин, Астафьев, Шевченко (Дегтярёв, 69), Медведев. · Ростов: Лобос, Таранов (Алхазов, 71), Будылин, Дрмич, Белозёров, Джорджевич, Гриднев, Петрович (Бобёр, 46), Аджинджал, Ткачёв, Стрелков (Савин, 59). · Макаренко (32), Валентич (85) — Бобёр (66). | |                                                                     |
| Сибирь | 4:1 (2:1) Протокол | Крылья Советов                                                      |
| Чижек 8′ · Медведев 17′ · Климавичюс 67′ · Астафьев 80′ | Голы | Ткачёв 6′                                                           |

| Сибирь |                       | Кр. Сов. |
| ------ | --------------------- | -------- |
| 6      | голевые моменты       | 3        |
| 13(9)  | удары (в створ ворот) | 12(6)    |
| 7      | угловые               | 4        |

Газета «Спорт-Экспресс» по итогам тура отметила игроков «Сибири» в следующих номинациях:
«символическая сборная тура» — Медведев
«эффектная голевая передача» — 3-е место Дегтярёву — из неудобного положения развернулся и сделал передачу в касание открывшемуся Астафьеву.
«самый красивый гол» — 3-е место Чижеку — со штрафного в 25 метрах по центру ворот поверх «стенки» отправил мяч в верхний угол.
«спасение ворот» — 1-е место Ковалевски — отражает удар Петровича после выхода один на один.
«лучшие игроки тура» (по оценкам газеты) — 6,5 баллов Медведеву и Чижеку.

### 11 тур
| 21 июля 2010 20:00 MSK | \| Спартак \| 5:3 (2:0) Протокол \| Сибирь \| \| Ари 5′ · Жано 23′ · Ари 52′ · Жано 67′ · Йиранек 76′ \| Голы \| Антипенко 70′ · Чижек 73′ · Астафьев 84′ \| | Лужники, Москва Зрителей: 11 000 Судья: Вячеслав Попов (Екатеринбург) |
| Составы: · Спартак: Песьяков, Штранцль, Шешуков (Сабитов, 90), Паршивлюк, Йиранек, Ибсон (Баженов, 56), Саенко, Алекс, Макеев, Ананидзе (Зотов, 79), Ари. · Сибирь: Ковалевски, Выходил, Бухряков, Молош, Нагибин, Шуленин (Макаренко, 76), Аравин, Астафьев, Антипенко, Шевченко (Чижек, 51), Медведев (Дегтярёв, 46). · Ибсон (44), Зотов (90+1) — Молош (62). | |                                                                       |
| Спартак | 5:3 (2:0) Протокол | Сибирь                                                                |
| Ари 5′ · Жано 23′ · Ари 52′ · Жано 67′ · Йиранек 76′ | Голы | Антипенко 70′ · Чижек 73′ · Астафьев 84′                              |

| Спартак |                       | Сибирь               |
| ------- | --------------------- | -------------------- |
| 7       | голевые моменты       | 6                    |
| 20(12)  | удары (в створ ворот) | 5(10, 1-перекладина) |
| 3       | угловые               | 3                    |

### 12 тур
| 9 июля 2010 14:15 MSK | \| Сибирь \| 2:2 (0:1) Протокол \| Динамо \| \| Шевченко 58′ · Нагибин 80′ \| Голы \| Д. Комбаров 7′ · Фернандес 68′ \| | Спартак, Новосибирск Зрителей: 11 500 Судья: Михаил Вилков (Нижний Новгород) |
| Составы: · Сибирь: Ковалевски, Молош (Антипенко, 46), Макаренко, Бухряков, Валентич, Филипенко, Чижек (Аравин, 43), Шуленин, Астафьев, Медведев, Шевченко (Нагибин, 67). · Динамо: Габулов, Ковальчик, Епуряну, Фернандес, Колодин, Хохлов, Д. Комбаров (Чеснускис, 71), Самедов (К. Комбаров, 82), Ропотан, Семшов (Кокорин, 90), Воронин. · Бухряков (14), Молош (29), Аравин (90+3) — Епуряну (32), Ковальчик (79). | |                                                                              |
| Сибирь | 2:2 (0:1) Протокол | Динамо                                                                       |
| Шевченко 58′ · Нагибин 80′ | Голы | Д. Комбаров 7′ · Фернандес 68′                                               |

| Сибирь |                       | Динамо            |
| ------ | --------------------- | ----------------- |
| 5      | голевые моменты       | 6                 |
| 18(10) | удары (в створ ворот) | 11(3, 1 — штанга) |
| 9      | угловые               | 7                 |

Газета «Спорт-Экспресс» по итогам тура присвоила 2-е место в номинации «эффектная голевая передача» Медведеву — перекинув мяч через трех защитников «Динамо», вывел Шевченко один на один с Габуловым.

### 13 тур
| 17 июля 2010 18:45 MSK | \| Зенит \| 2:0 (1:0) Протокол \| Сибирь \| \| Ломбартс 30′ · Широков 54′ \| Голы \| \| | Петровский, Санкт-Петербург Зрителей: 18 500 Судья: Евгений Турбин (Москва) |
| Составы: · Зенит: Малафеев, Анюков, Крижанац, Ломбартс, Губочан, Данни, Широков, Зырянов (Хусти, 77), Денисов, Быстров (Лазович, 69 (Ионов, 86)) Кержаков. · Сибирь: Ковалевски, Валентич, Бухряков, Филипенко, Климавичюс, (Нагибин, 46), Чижек, (Шевченко, 59), Шуленин, Аравин, Астафьев, (Шумов, 79), Антипенко, Медведев. · нет — Валентич (32), Астафьев (56), Шуленин (78), Медведев, Шумов (87), Шевченко (90). |                                                                                         |                                                                             |
| Зенит | 2:0 (1:0) Протокол                                                                      | Сибирь                                                                      |
| Ломбартс 30′ · Широков 54′ | Голы                                                                                    |                                                                             |

| Зенит |                       | Сибирь |
| ----- | --------------------- | ------ |
| 8     | голевые моменты       | 2      |
| 16(7) | удары (в створ ворот) | 7(2)   |
| 10    | угловые               | 3      |

Газета «Спорт-Экспресс» по итогам тура присвоила 8-е место в номинации «откровения тура» Ковалевски 

(о системе «осень — весна».) «Я думаю, никто не представляет футбола в Новосибирске в это время года. Там даже хоккей мало кто представляет на улице в феврале» 

### 14 тур
| 25 июля 2010 14:15 MSK | \| Сибирь \| 2:2 (0:2) Протокол \| Локомотив \| \| Медведев 49′ · Молош 67′ \| Голы \| Алиев 16′, 31′ \| | Спартак, Новосибирск Зрителей: 12 000 Судья: Эдуард Малый (Волгоград) |
| Составы: · Сибирь: Ковалевски, Молош, Выходил, Макаренко (Шевченко, 67), Валентич, Филипенко, Чижек (Аравин, 70), Нагибин, Астафьев, Антипенко (Шуленин, 79), Медведев. · Локомотив: Гилерме, Родолфо, Смольников, Асатиани, Янбаев, Тарасов, Вагнер (Глушаков, 80), Торбинский (Дуймович, 46), Алиев, Сычёв (Траоре, 86), Майкон. · Молош (24), Валентич (63), Шевченко(60) — Дуймович (58), Родолфо (90+1). | |                                                                       |
| Сибирь | 2:2 (0:2) Протокол                                                                                       | Локомотив                                                             |
| Медведев 49′ · Молош 67′ | Голы | Алиев 16′, 31′                                                        |

| Сибирь |                       | Локомотив         |
| ------ | --------------------- | ----------------- |
| 6      | голевые моменты       | 4                 |
| 18(8)  | удары (в створ ворот) | 12(6, 1 — штанга) |
| 5      | угловые               | 3                 |

Газета «Спорт-Экспресс» по итогам тура отметила игроков «Сибири» в следующих номинациях:
«самый красивый гол» — 1-е место Молошу — метров с сорока послал мяч в дальнюю «девятку».
«откровения тура» — 10-е место Нагибину 

 «Наверное, нам надо пропустить два мяча, чтобы завестись» 

### 15 тур
| 2 августа 2010 16:00 MSK | \| Томь \| 3:2 (2:2) Протокол \| Сибирь \| \| Дзюба 3′, 21′ · Смирнов Д. Н. 90+3′ \| Голы \| Медведев 22′ · Шевченко 24′ \| | Труд, Томск Зрителей: 13 000 Судья: Юрий Баскаков (Москва) |
| Составы: · Томь: Парейко, Гультяев, Иванов, Джиоев (Смирнов Д. Н., 67), Йокич, Мичков, К. Ковальчук (Климов, 67), С. Ковальчук, Ким Нам Иль, Харитонов, Дзюба (Мазнов, 90). · Сибирь: Ковалевски, Молош, Филипенко, Климавичюс (Беляев, 72), Горак, Дегтярёв, Шуленин, Аравин, Рохер (Нагибин, 55), Шевченко (Антипенко, 76), Медведев. · Ким Нам Иль (44) — Молош (31), Дегтярёв (51), Шевченко. · Харитонов (45+1') (Том) | |                                                            |
| Томь | 3:2 (2:2) Протокол | Сибирь                                                     |
| Дзюба 3′, 21′ · Смирнов Д. Н. 90+3′ | Голы | Медведев 22′ · Шевченко 24′                                |

| Томь  |                       | Сибирь |
| ----- | --------------------- | ------ |
| 4     | голевые моменты       | 4      |
| 11(6) | удары (в створ ворот) | 7(4)   |
| 6     | угловые               | 6      |

### 16 тур
| 8 августа 2010 16:30 MSK | \| Сибирь \| 0:1 (0:0) Протокол \| Сатурн \| \| \| Голы \| Немов 85′ \| | Спартак, Новосибирск Зрителей: 10 000 Судья: Сергей Карасёв (Москва) |
| 'Составы: · Сибирь: Солосин, Молош, Выходил, Валентич, Филипенко, Нагибин (Чижек, 46), Зуев (Макаренко, 78), Каньяс, Васильев (Беляев, 55), Астафьев, Медведев. · Сатурн: Ребров, Нахушев, Евсеев, Зелао, Ангбва, Игонин (Грачёв, 42), Каряка, Сапета (Немов, 61), Махмудов, Иванов, Кириченко (Якубко, 88). · Валентич (75), Чижек (84), Выходил (90+1) — нет. |                                                                         |                                                                      |
| Сибирь | 0:1 (0:0) Протокол                                                      | Сатурн                                                               |
| | Голы                                                                    | Немов 85′                                                            |

| Сибирь |                       | Сатурн |
| ------ | --------------------- | ------ |
| 2      | голевые моменты       | 3      |
| 12(6)  | удары (в створ ворот) | 13(9)  |
| 4      | угловые               | 7      |

Газета «Спорт-Экспресс» по итогам тура присвоила 3-е место в номинации «откровения тура» Криушенко 

«Чувствуется, что команда „Сибирь“ никому не нужна. Но до выстрела падать никто не собирается, будем бороться до конца, пока есть хоть какие-то шансы» 

### 17 тур
| 14 августа 2010 20:45 MSK | \| Спартак-Нальчик \| 4:2 (2:1) Протокол \| Сибирь \| \| Дядюн 24′ · Леандро 40′ (пен.), 83' (пен.) · Гогуа 90+2′ \| Голы \| Шевченко 13′ · Молош 68′ \| | Спартак, Нальчик Зрителей: 10 000 Судья: Игорь Егоров (Нижний Новгород) |
| Составы: · Спартак-Нальчик: Отто, Васин, Кисенков, Джудович, Йованович, Леандро, Концедалов, Шаницин (Гогуа, 70), Дядюн, Голич (Маляров, 56), Сирадзе (Гошоков, 76) · Сибирь: Солосин, Молош, Выходил, Валентич, Филипенко, Шумуликоски, Каньяс (Беляев, 72), Васильев (Дегтярёв, 57), Астафьев, Гржелак (Нагибин, 46), Шевченко. · Васин (14), Кисенков (78), Джудович (67), Леандро — Молош (26), Выходил (83), Шумуликоски (51), Каньяс (40), Астафьев (42), Гржелак, Беляев (90+1). | |                                                                         |
| Спартак-Нальчик | 4:2 (2:1) Протокол | Сибирь                                                                  |
| Дядюн 24′ · Леандро 40′ (пен.), 83' (пен.) · Гогуа 90+2′ | Голы | Шевченко 13′ · Молош 68′                                                |

| Нальчик           |                       | Сибирь |
| ----------------- | --------------------- | ------ |
| 7                 | голевые моменты       | 2      |
| 16(8, 1 — штанга) | удары (в створ ворот) | 6(4)   |
| 6                 | угловые               | 4      |

Газета «Спорт-Экспресс» по итогам тура отметила игроков «Сибири» в следующих номинациях:
«самый красивый гол» — 3-е место Молошу — с 40 метров поразил ворота прямым ударом со штрафного, причем мяч дважды ударился о перекладину.
«эффектная голевая передача» — 3-е место Астафьеву — с правого фланга забросил мяч за спины защитникам, что позволило Шевченко выйти один на один с голкипером Фредриксоном.
«откровения тура» — 7-е место Криушенко 

«Веселая игра для зрителей, но для тренеров не очень веселая» 

### 18 тур
| 22 августа 2010 13:45 MSK | \| Сибирь \| 1:0 (0:0) Протокол \| Амкар \| \| Шевченко 80′ \| Голы \| \| | Спартак, Новосибирск Зрителей: 9 000 Судья: Владислав Безбородов (Санкт-Петербург) |
| 'Составы: · Сибирь: Солосин, Бухряков, Выходил, Жозеф-Рене, Чижек (Зиновьев, 46), Дегтярёв, Шумуликоски (Климавичюс, 83), Аравин, Каньяс, Гржелак (Беляев, 46), Шевченко. · Амкар: Усминский, Сираков, Белоруков, Черенчиков, Гриши Кнежевич, 86), Новакович, Коломейцев, Пилиев, Соколов, Волков (Секретов, 89), Кушев (Маки, 71). · Шевченко (90+1), Зиновьев (90+4) — Черенчиков (62). |                                                                           |                                                                                    |
| Сибирь | 1:0 (0:0) Протокол                                                        | Амкар                                                                              |
| Шевченко 80′ | Голы                                                                      |                                                                                    |

| Сибирь |                       | Амкар |
| ------ | --------------------- | ----- |
| 2      | голевые моменты       | 1     |
| 10(3)  | удары (в створ ворот) | 7(2)  |
| 7      | угловые               | 4     |

Газета «Спорт-Экспресс» по итогам тура присвоила 3-е место в номинации «самый красивый гол» Шевченко — тонким ударом в дальний угол завершил комбинацию, начатую от своих ворот

### 19 тур
| 30 августа 2010 18:00 MSK | \| Анжи \| 1:0 (0:0) Протокол \| Сибирь \| \| Цораев 51′ (пен.) \| Голы \| \| | Динамо, Махачкала Зрителей: 10 000 Судья: Александр Колобаев (Москва) |
| Составы: · Анжи: Ревишвили, Агаларов, Пекович (Хизайнейшвили, 46), Тагирбеков, Гаджибеков (Клява, 69), Шукюров, Кебе, Бакаев, Жосан (Стрельцов, 35), Цораев, Стрелков · Сибирь: Солосин, Ойеволе, Выходил, Валентич, Жозеф-Рене, Чижек (Зиновьев, 58), Климавичюс (Каньяс, 77), Шумуликоски, Галиулин (Астафьев, 73), Шевченко, Дегтярёв. · Бакаев (45), Кебе (79), Ревишвили (90+1) — Валентич (6), Климавичюс (13), Выходил (52). |                                                                               |                                                                       |
| Анжи | 1:0 (0:0) Протокол                                                            | Сибирь                                                                |
| Цораев 51′ (пен.) | Голы                                                                          |                                                                       |

| Анжи |                       | Сибирь         |
| ---- | --------------------- | -------------- |
| 2    | голевые моменты       | 3              |
| 7(1) | удары (в створ ворот) | 7(4, 1-штанга) |
| 4    | угловые               | 6              |

### 20 тур
| 11 сентября 2010 | \| Сибирь \| 1:2 (1:0) Протокол \| Алания \| \| Зиновьев 12′ \| Голы \| Гнану 90′ · Бабатунде 90+3′ \| | Спартак, Новосибирск Зрителей: 6500 Судья: Алексей Еськов (Москва) |
| 'Составы: · Сибирь: Солосин, Ойеволе, Молош, Выходил, Жозеф-Рене, Чижек (Галиулин, 59), Нагибин, Шумуликоски, Зиновьев (Аравин, 80), Антипенко (Каньяс, 69), Шевченко. · Алания: Хомич, Гнану, Ротенберг, Булгару, Флореску, Машуков (Кириллов, 75), Бикмаев, Габулов, Маренич (Алхазов, 46), Царикаев, Тихоновецкий (Бабатунде, 69). · Чижек (38) — Гнану (62), Ротенберг (82), Бикмаев (88). | |                                                                    |
| Сибирь | 1:2 (1:0) Протокол                                                                                     | Алания                                                             |
| Зиновьев 12′ | Голы                                                                                                   | Гнану 90′ · Бабатунде 90+3′                                        |

| Сибирь             |                       | Алания |
| ------------------ | --------------------- | ------ |
| 4                  | голевые моменты       | 2      |
| 12(6, 3 — перекл.) | удары (в створ ворот) | 8(4)   |
| 3                  | угловые               | 5      |

### 21 тур
| 20 сентября 2010 | \| ЦСКА \| 1:0 (0:0) Протокол \| Сибирь \| \| Секу 73′ \| Голы \| \| | Арена Химки, Химки Зрителей: 7 000 Судья: Михаил Вилков (Нижний Новгород) |
| Составы: · ЦСКА: Акинфеев, А. Березуцкий, В. Березуцкий, Игнашевич, Щенников (Одиа, 70), Секу, Мамаев, Хонда, Дзагоев (Нецид, 70), Тошич (Шемберас, 46), Вагнер Лав. · Сибирь: Вашек, Аравин, Жозеф-Рене, Выходил, Молош, Зиновьев (Галиулин, 74), Каньяс (Климавичюс, 58), Шумуликоски, Нагибин (Антипенко, 69), Астафьев, Шевченко. · нет — Молош (83). |                                                                      |                                                                           |
| ЦСКА | 1:0 (0:0) Протокол                                                   | Сибирь                                                                    |
| Секу 73′ | Голы                                                                 |                                                                           |

| ЦСКА  |                       | Сибирь |
| ----- | --------------------- | ------ |
| 1     | голевые моменты       | 0      |
| 15(6) | удары (в створ ворот) | 4(2)   |
| 5     | угловые               | 1      |

### 22 тур
| 26 сентября 2010 | \| Ростов \| 0:1 (0:1) Протокол \| Сибирь \| \| \| Голы \| Гржелак 38′ \| | Олимп-2 Зрителей: 11 000 Судья: Евгений Турбин (Москва) |
| Составы: · Ростов: Амельченко, Анджелкович, Окоронкво, Хагуш, Гионеа, Калачёв (Ахметович, 71), Кульчий, Павленко, Блатняк, Адамов, Лебеденко. · Сибирь: Вашек, Молош, Выходил, Жозеф-Рене, Чижек (Васильев, 73), Нагибин, Шумуликоски, Аравин, Галиулин, Зиновьев (Астафьев, 55), Гржелак (Филипенко, 85). · Кульчий (43), Окоронкво (45+1) — Шумуликоски (7), Аравин (64), Астафьев (76). |                                                                           |                                                         |
| Ростов | 0:1 (0:1) Протокол                                                        | Сибирь                                                  |
| | Голы                                                                      | Гржелак 38′                                             |

| Ростов |                       | Сибирь |
| ------ | --------------------- | ------ |
| 4      | голевые моменты       | 2      |
| 22(11) | удары (в створ ворот) | 11(4)  |
| 11     | угловые               | 2      |

Газета «Спорт-Экспресс» по итогам тура отметила игроков «Сибири» в следующих номинациях:
«самый красивый гол» — 4-е место Гржелаку — с линии вратарской головой послал мяч в сетку после подачи с левого фланга.
«спасение ворот» — 2-е место Вашеку — (9мин.) из нижнего угла отбивает мяч на угловой после выхода к воротам Лебеденко.
«лучшие игроки тура» (по оценкам газеты) — 6,5 баллов Вашеку.

### 23 тур
| 3 октября 2010 11:45 MSK | \| Сибирь \| 2:2 (1:0) Протокол \| Рубин \| \| Жозеф-Ренет 29′ · Беляев 82′ \| Голы \| Нобоа 50′ (пен.) · Боккетти 80′ \| | Спартак, Новосибирск Зрителей: 8 000 Судья: Николай Иванов (Санкт-Петербург) |
| Составы: · Сибирь: Вашек, Ойеволе (Филипенко, 78), Жозеф-Ренет, Молош, Выходил, Дегтярёв, Шумуликоски, Нагибин, Чижек, Шевченко (Беляев, 74), Гржелак. · Рубин: Рыжиков, Кузьмин, Сесар Навас, Боккетти, Ансальди (Калешин, 46), Горбанец (Корниленко, 46), Нобоа, Натхо, Касаев, Карлос Эдуардо (Баляйкин, 84), Медведев. · Нагибин (27), Ойеволе (50), Беляев (83) — Карлос Эдуардо (45+3), Боккетти (58), Корниленко (62), Кузьмин (73), Калешин (82). | |                                                                              |
| Калешин (90) | |                                                                              |
| Сибирь | 2:2 (1:0) Протокол | Рубин                                                                        |
| Жозеф-Ренет 29′ · Беляев 82′ | Голы | Нобоа 50′ (пен.) · Боккетти 80′                                              |

| Сибирь |                       | Рубин                       |
| ------ | --------------------- | --------------------------- |
| 5      | голевые моменты       | 6                           |
| 13(6)  | удары (в створ ворот) | 20(11, 1-штанга, 1-перекл.) |
| 3      | угловые               | 6                           |

Газета «Спорт-Экспресс» по итогам тура отметила игроков «Сибири» в следующих номинациях:
«символическая сборная тура» — Жозеф-Ренет
«самый красивый гол» — 4-е место Жозеф-Ренету — после подачи углового на ближнюю штангу головой подрезал мяч в ближний же угол.
«лучшие игроки тура» (по оценкам газеты) — 6,5 баллов Жозеф-Ренету.
«откровения тура» — 8-е место Криушенко 

«Семь туров — шесть очков. Такая фора в общем-то отыгрывается, если все будет по-божески»" 

### 24 тур
| 17 октября 2010 18:30 MSK | \| Крылья Советов \| 1:1 (0:1) Протокол \| Сибирь \| \| Яковлев 47′ \| Голы \| Ойеволе 41′ \| | «Металлург», Самара Зрителей: 15 400 Судья: Вячеслав Харламов (Москва) |
| Составы: · Крылья Советов: Лобос, Леилтон, Таранов, Джорджевич, Самсонов (Бобер, 85), Кузнецов, Цаллагов, Соснин, Иванов, Савин (Елич, 75), Яковлев. · Сибирь: Вашек, Ойеволе, Выходил, Жозеф-Ренет, Чижек (Дегтярев, 66), Нагибин, Шумуликоски, Аравин, Галиулин (Астафьев, 87), Антипенко (Каньяс, 27), Шевченко. · Иванов (34), Леилтон (90+2) — Шумуликоски (19), Шевченко (33), Галиулин (45), Каньяс (90+1), Ойеволе (90+2). |                                                                                               |                                                                        |
| Крылья Советов | 1:1 (0:1) Протокол                                                                            | Сибирь                                                                 |
| Яковлев 47′ | Голы                                                                                          | Ойеволе 41′                                                            |

| Кр. Советов |                       | Сибирь |
| ----------- | --------------------- | ------ |
| 4           | голевые моменты       | 1      |
| 25(10)      | удары (в створ ворот) | 3(2)   |
| 7           | угловые               | 3      |

Газета «Спорт-Экспресс» по итогам тура включила Вашека в номинацию «лучшие игроки тура» (по оценкам газеты) — 6,5 баллов.

### 25 тур
| 23 октября 2010 11:45 MSK | \| Сибирь \| 0:0 (0:0) Протокол \| Спартак \| | «Спартак», Новосибирск Зрителей: 12 000 Судья: Виталий Мешков (Дмитров) |
| Составы: · Сибирь: Вашек, Ойеволе, Выходил, Жозеф-Ренетт, Нагибин (Беляев, 80), Шумуликоски, Аравин, Каньяс, Галиулин (Дегтярёв, 90), Астафьев (Чижек, 87), Антипенко. · Спартак: Дикань, Штранцль, Шешуков, Паршивлюк (Макеев, 74), Сухи, Иванов, Майдана (Д. Комбаров, 60), Зотов, Ананидзе (Веллитон, 59), Макгиди, Ари. · Шумуликоски (8), Беляев (90) — Макгиди (36), Шешуков (41), Иванов (71), Зотов (84). |                                               |                                                                         |
| Сибирь | 0:0 (0:0) Протокол                            | Спартак                                                                 |

| Сибирь |                       | Спартак            |
| ------ | --------------------- | ------------------ |
| 3      | голевые моменты       | 3                  |
| 13(6)  | удары (в створ ворот) | 13(6, 1-переклад.) |
| 2      | угловые               | 5                  |

Газета «Спорт-Экспресс» по итогам тура включила Вашека в символическую сборную тура

### 26 тур
| 30 октября 2010 17:00 MSK | \| Динамо \| 4:1 (0:0) Протокол \| Сибирь \| \| Кураньи 64′ · Фернандес 67′ · Самедов 85′ · Семшов 90+3′ \| Голы \| Гржелак 61′ \| | «Арена Химки», Химки Зрителей: 4 484 Судья: Станислав Сухина (Малаховка) |
| Составы: · Динамо: Шунин, Ломич, Фернандес, Гранат, Ребко (Хохлов, 85), Дуймович, Самедов (Якубко, 89), Семшов, Уилкшир, Воронин, Кураньи (Кокорин, 89). · Сибирь: Вашек (Солосин, 45), Ойеволе, Выходил, Жозеф-Ренетт, Чижек, Нагибин (Антипенко, 38), Аравин, Каньяс, Галиулин (Дегтярёв, 76), Астафьев, Гржелак. · Уилкшир (71) — нет | |                                                                          |
| Динамо | 4:1 (0:0) Протокол | Сибирь                                                                   |
| Кураньи 64′ · Фернандес 67′ · Самедов 85′ · Семшов 90+3′ | Голы | Гржелак 61′                                                              |

| Динамо |                       | Сибирь |
| ------ | --------------------- | ------ |
| 6      | голевые моменты       | 1      |
| 20(8)  | удары (в створ ворот) | 7(1)   |
| 10     | угловые               | 3      |

Газета «Спорт-Экспресс» по итогам тура присвоила 3-е место в номинации «самый красивый гол» Гржелаку — обыграл двух соперников и, оказавшись один на один в штрафной с Шуниным, пробил динамовского вратаря

### 27 тур
| 7 ноября 2010 14:00 MSK | \| Сибирь \| 2:5 (2:2) Протокол \| Зенит \| \| Нагибин 2′ · Гржелак 6′ \| Голы \| Быстров 13′ · Жозеф-Ренетт 15′ (авт.) · Данни 60′ · Семак 62′ · Анюков 66′ \| | «Спартак», Новосибирск Зрителей: 12 100 Судья: Альмир Каюмов (Москва)      |
| Составы: · Сибирь: Ковалевски, Молош, Выходил, Жозеф-Ренетт, Дегтярёв (Чижек, 45), Нагибин, Шумуликоски, Аравин, Галиулин (Беляев, 71), Астафьев (Антипенко, 70), Гржелак. · Зенит: Жевнов, Анюков, Бруну Алвеш, Ломбертс, Лукович, Быстров (Семак, 58), Денисов (Ионов, 82), Данни, Лазович (Крижанац, 77), Кержаков, Зырянов. · Астафьев (7), Шумуликоски (19), Аравин (72) — Зырянов (54) | |                                                                            |
| Сибирь | 2:5 (2:2) Протокол | Зенит                                                                      |
| Нагибин 2′ · Гржелак 6′ | Голы | Быстров 13′ · Жозеф-Ренетт 15′ (авт.) · Данни 60′ · Семак 62′ · Анюков 66′ |

| Сибирь |                       | Зенит              |
| ------ | --------------------- | ------------------ |
| 4      | голевые моменты       | 8                  |
| 16(5)  | удары (в створ ворот) | 32(7, 1-переклад.) |
| 3      | угловые               | 17                 |

Газета «Спорт-Экспресс» по итогам тура присвоила 2-е место в номинации «откровения тура» Криушенко 

«Поиграли в премьер-лиге, поучаствовали в Лиге Европы и в итоге вернулись в класс ниже» 

### 28 тур
| 14 ноября 2010 18:30 MSK | \| Локомотив \| 1:1 (0:0) Протокол \| Сибирь \| \| Сычёв 63′ \| Голы \| Молош 86′ \| | «Локомотив», Москва Зрителей: 12 170 Судья: Владимир Казьменко (Ростов-на-Дону) |
| Составы: · Локомотив: Гильерме, Родолфу, Асатиани, Шишкин, Янбаев, Глушаков, Лоськов, Смольников (Гатагов, 58), Торбинский (Тарасов, 46), Алиев (Бурлак, 84), Сычев. · Сибирь: Солосин, Молош, Выходил, Валентич, Жозеф-Ренетт, Нагибин (Каньяс, 68), Шумуликоски, Аравин (Астафьев, 76), Галиулин, Гржелак, Шевченко (Антипенко, 69). · Алиев (51) — Выходил (28), Галиулин (35), Жозеф-Ренетт (65) |                                                                                      |                                                                                 |
| Локомотив | 1:1 (0:0) Протокол                                                                   | Сибирь                                                                          |
| Сычёв 63′ | Голы                                                                                 | Молош 86′                                                                       |

| Локомотив                   |                       | Сибирь |
| --------------------------- | --------------------- | ------ |
| 8                           | голевые моменты       | 3      |
| 24(16, 3-штанга, 1-перекл.) | удары (в створ ворот) | 8(4)   |
| 13                          | угловые               | 3      |

Газета «Спорт-Экспресс» по итогам тура отметила игроков «Сибири» в следующих номинациях:
«символическая сборная тура» — Солосин, Молош.
«самый красивый гол» — 1-е место Молошу — после розыгрыша штрафного, назначенного у правой бровки вдалеке от ворот, с 25 метров мощно пробил под перекладину.
«спасение ворот» — 2-е место Солосину — (82 мин.) отбивает сначала удар Сычева, а затем успевает опередить при добивании Гатагова; 3-е место Солосину — (66 мин.) парирует удар Алиева со штрафного и сразу же блокирует добивание Сычева.
«лучшие игроки тура» (по оценкам газеты) — 6,5 баллов Солосину.

### 29 тур
| 20 ноября 2010 14:00 MSK | \| Сибирь \| 0:1 (0:0) Протокол \| Томь \| \| \| Голы \| Дзюба 52′ (пен.) \| | «Спартак», Новосибирск Зрителей: 6 000 Судья: Виталий Мешков (Дмитров) |
| Составы: · Сибирь: Солосин, Валентич (Антипенко, 68), Филипенко, Жозеф-Ренетт, Дегтярев (Нагибин, 70), Шумуликоски, Аравин, Каньяс (Шевченко, 70), Галиулин, Астафьев, Гржелак. · Томь: Поляков, Гультяев, Кудряшов, Йокич, Климов, С. Ковальчук, Ким Нам Иль (К. Ковальчук, 65), Харитонов, Мичков, Дзюба, Стариков (Строев, 88). · Антипенко (69), Шумуликоски (71) — Мичков (61) · Йокич (84') · Примечание: Гржелак («Сибирь») не реализовал пенальти (84', вратарь) |                                                                              |                                                                        |
| Сибирь | 0:1 (0:0) Протокол                                                           | Томь                                                                   |
| | Голы                                                                         | Дзюба 52′ (пен.)                                                       |

| Сибирь |                       | Томь          |
| ------ | --------------------- | ------------- |
| 3      | голевые моменты       | 3             |
| 16(5)  | удары (в створ ворот) | 8(3,1-штанга) |
| 14     | угловые               | 3             |

### 30 тур
| 28 ноября 2010 14:00 MSK | \| Терек \| 1:1 (1:0) Протокол \| Сибирь \| \| Асильдаров 7′ \| Голы \| Чижек 71′ \| | «им. Билимханова», Грозный Зрителей: 7 000 Судья: Алексей Еськов (Москва) |
| Составы: · Терек: Годзюр, Уциев, Эдиев, Омельянчук (Феррейра, 46), Ятченко, Кобенко, Гвазава, Эссаме, Кацаев (Арсэ, 74), Асильдаров, Бракамонте (Тиуи, 80). · Сибирь: Солосин, Выходил, Жозеф-Ренетт, Молош, Аравин, Астафьев (Зиновьев, 46), Шумуликоски, Каньяс (Ойеволе, 79), Галиулин, Шевченко (Чижек, 46), Антипенко. · Бракамонте (10) — Шевченко (40), Аравин (42), Антипенко (65), Шумуликоски (90) |                                                                                      |                                                                           |
| Терек | 1:1 (1:0) Протокол                                                                   | Сибирь                                                                    |
| Асильдаров 7′ | Голы                                                                                 | Чижек 71′                                                                 |

| Терек           |                       | Сибирь |
| --------------- | --------------------- | ------ |
| 2               | голевые моменты       | 1      |
| 9(5, 1-перекл.) | удары (в створ ворот) | 5(1)   |
| 7               | угловые               | 2      |

Газета «Спорт-Экспресс» по итогам тура отметила игроков «Сибири» в следующих номинациях:
«самый красивый гол» — 1-е место Чижеку — в борьбе с защитником из центра штрафной головой отправил мяч в правый нижний угол, придав навесу слева статус голевой передачи.
«самая эффектная голевая передача» — 2-е место Галиулину — с левого фланга сделал диагональную передачу на 30 метров в штрафную площадь на ход Чижеку.

## Движение команды по турам
| 16 |

| 15 |

| 15 |

| 15 |

| 16 |

| 16 |

| 16 |

| 15 |

| 16 |

| 15 |

| 16 |

| 14 |

| 15 |

| 15 |

| 16 |

| 16 |

| 16 |

| 15 |

| 16 |

| 16 |

| 16 |

| 16 |

| 16 |

| 16 |

| 16 |

| 16 |

| 16 |

| 16 |

| 16 |

| 16 |

| Премьер-лига | Место в таблице |

| Премьер-лига | Место в таблице |

## Итоговая таблица
| М  | Команда         | И  | В  | Н  | П  | Мячи    | ±   | О  | Примечания                    |
| -- | --------------- | -- | -- | -- | -- | ------- | --- | -- | ----------------------------- |
| 1  | Зенит           | 30 | 20 | 8  | 2  | 61 − 21 | +40 | 68 | Групповой этап Лиги чемпионов |
| 2  | ЦСКА            | 30 | 18 | 8  | 4  | 51 − 22 | +29 | 62 | Групповой этап Лиги чемпионов |
| 3  | Рубин           | 30 | 15 | 13 | 2  | 37 − 16 | +21 | 58 | 3-й кв.раунд Лиги чемпионов   |
| 4  | Спартак         | 30 | 13 | 10 | 7  | 43 − 33 | +10 | 49 | Раунд плей-офф Лиги Европы    |
| 5  | Локомотив       | 30 | 13 | 9  | 8  | 34 − 29 | +5  | 48 | 3-й кв. раунд Лиги Европы     |
| 6  | Спартак-Нальчик | 30 | 12 | 8  | 10 | 40 − 37 | +3  | 44 |                               |
| 7  | Динамо          | 30 | 9  | 13 | 8  | 38 − 31 | +7  | 40 |                               |
| 8  | Томь            | 30 | 10 | 7  | 13 | 35 − 43 | −8  | 37 |                               |
| 9  | Ростов          | 30 | 10 | 4  | 16 | 27 − 44 | −17 | 34 |                               |
| 10 | Сатурн          | 30 | 8  | 10 | 12 | 27 − 38 | −11 | 34 |                               |
| 11 | Анжи            | 30 | 9  | 6  | 15 | 29 − 39 | −10 | 33 |                               |
| 12 | Терек           | 30 | 8  | 9  | 13 | 28 − 34 | −6  | 33 |                               |
| 13 | Крылья Советов  | 30 | 7  | 10 | 13 | 28 − 40 | −12 | 31 |                               |
| 14 | Амкар           | 30 | 8  | 6  | 16 | 24 − 35 | −11 | 30 |                               |
| 15 | Алания          | 30 | 7  | 9  | 14 | 25 − 41 | −16 | 30 | Вылет в Первый дивизион       |
| 16 | Сибирь          | 30 | 4  | 8  | 18 | 34 − 58 | −24 | 20 | Вылет в Первый дивизион       |

И — игры, В — выигрыши, Н — ничьи, П — проигрыши, Мячи — забитые и пропущенные голы, ± — разница голов, О — очки

### Итоги «Сибири» в чемпионате
Посещаемость — средняя посещаемость матча 9 967 зрителей (11-е место), максимальная — 12 400, минимальная — 5 000;
Жёлтые карточки — 76 карт. (1-е место);
Красные карточки — 4 карт. (6-11-е место);
Забито мячей — 34 голов (1,17 в среднем);
Пропущено мячей — 58 голов (1,90 в среднем);
Серии:
Серия поражений — 5 матчей;
Безвыигрышная серия — 8 матчей (продолжается);
Серия ничьих — 3 матча;
Безпроигрышная серия — 4 матча;
Серия побед — 1 матч.
Лучшая победа — 4-1 (Крылья Советов, 10 мая);
Худшее поражение — 2-5 (Зенит, 7 ноября);
Результаты: дома — 3 победы, 4 ничьи, 8 поражений — 13 очков (16-е место); в гостях — 1 победа 4 ничьи, 10 поражений — 7 очков (15-е место).
«Сибирь» остался единственным клубом, так и не реализовавшим ни одного пенальти в чемпионате. Единственный 11-метровый в 29-м туре не реализовал Бартломей Гржелак.

## Кубок России

### Розыгрыш 2009/10

#### Четвертьфинал
| 7 апреля 2010 16:00 MSK | \| Сибирь \| 3:0 (0:0) Протокол \| Луч-Энергия \| \| Близнюк 51′, 54′ (пен.) · Астафьев 69′ \| Голы \| \| | Стадион: Спартак, Новосибирск Зрителей: 7 000 Судья: Алексей Николаев (Москва) |
| Составы: · Сибирь: Ковалевски, Аравин, Филипенко, Выходил, Молош, Зиновьев (Шумов, 53), Макаренко, Шуленин (Нагибин, 71), Астафьев, Близнюк (Антипенко, 63), Шевченко. · Луч-Энергия: Котляров, Хлебников, Колесников, Удалый, Данцев, Були (Михалев, 70), Дубенский (Федоров, 79), Бочков, Бурченко, Шмаков, Радонич (Саталкин, 66). · Астафьев (55), Шевченко (75) — Данцев (46). · Данцев (56) (Л-Э), Шевченко (84) (С). | |                                                                                |
| Сибирь | 3:0 (0:0) Протокол                                                                                        | Луч-Энергия                                                                    |
| Близнюк 51′, 54′ (пен.) · Астафьев 69′ | Голы |                                                                                |

| Сибирь |                       | Луч  |
| ------ | --------------------- | ---- |
| 17(10) | удары (в створ ворот) | 6(2) |
| 3      | угловые               | 5    |

#### Полуфиналы
| 21 апреля 2010 16:00 MSK | \| Сибирь \| 3:0 (1:0) Протокол \| Алания \| \| Медведев 14′, 67′, 90+1′ \| Голы \| \| | Стадион: Спартак, Новосибирск Зрителей: 12 000 Судья: Станислав Сухина (Малаховка) |
| Составы: · Сибирь: Ковалевски, Молош, Выходил, Бухряков, Макаренко, Аравин, Зиновьев (Чижек, 77), Астафьев, Антипенко (Шуленин, 69), Близнюк (Нагибин, 56), Медведев. · Алания: Хомич, Гнану, Дакоста, Мамах, Иванов, Флореску (Кузнецов, 46), Кайта, Д. Базаев (Маренич, 55), Г. Базаев, Кириллов, Низамутдинов (Оганян, 66). · Астафьев (44), Бухряков (77) — Флореску (28), Дакоста (49), Мамах (60). |                                                                                        |                                                                                    |
| Сибирь | 3:0 (1:0) Протокол                                                                     | Алания                                                                             |
| Медведев 14′, 67′, 90+1′ | Голы                                                                                   |                                                                                    |

| Сибирь |                       | Алания |
| ------ | --------------------- | ------ |
| 14(7)  | удары (в створ ворот) | 9(3)   |
| 4      | угловые               | 5      |

#### Финал
| 16 мая 2010 14:00 MSK | \| Зенит \| 1:0 Протокол \| Сибирь \| \| Широков 60′ (пен.) \| Голы \| \| | Стадион: Олимп-2, Ростов-на-Дону Судья: Александр Колобаев (Москва) |
| Составы: · Зенит: Малафеев, Анюков, Крижанац, Ломбартс, Губочан, Данни, Широков, Зырянов (Файзулин, 80), Денисов, Быстров (Росина, 90), Кержаков (Каннуников, 83). · Сибирь: Ковалевски, Молош, Валентич, Бухряков, Макаренко, Филипенко, Климавичюс, Чижек (Васильев, 61), Дегтярёв (Антипенко, 71), Аравин, Медведев. · Анюков, Крижанац — Ковалевски, Валентич, Филипенко, Аравин, Антипенко. |                                                                           |                                                                     |
| Зенит | 1:0 Протокол                                                              | Сибирь                                                              |
| Широков 60′ (пен.) | Голы                                                                      |                                                                     |

| Зенит |                       | Сибирь |
| ----- | --------------------- | ------ |
| 14(7) | удары (в створ ворот) | 9(3)   |
| 4     | угловые               | 5      |

### Розыгрыш 2010/11

#### 1/16 финала
| 13 июля 2010 18:30 MSK | \| Авангард \| 2:5 Протокол \| Сибирь \| \| Бороздин 8′ · Борзенков 10′ \| Голы \| Шевченко 50′ · Молош 83′ (пен.) · Медведев 107′ · Шевченко 115′ · Чижек 120′ \| | Стадион: Трудовые резервы, Курск Зрителей: 5500 Судья: Максим Лаюшкин (Москва) |
| Составы: · Авангард: Чижов, Борзенков (Тимачев, 72), Терентьев, Кондаков, Михайлов (Форопонов, 69), Синяев, Бороздин, Щеглов, Киреев, Козлов, Коровушкин (Смуров, 60). · Сибирь: Ковалевски, Молош, Бухряков, Макаренко, Климавичюс (Астафьев, 79), Савенас (Нагибин, 29), Чижек, Дегтярёв (Шевченко, 46), Антипенко, Аравин, Медведев. · Щеглов (77), Чижов (78) — Бухряков (75). · Чижов (81) (А). | |                                                                                |
| Авангард | 2:5 Протокол | Сибирь                                                                         |
| Бороздин 8′ · Борзенков 10′ | Голы | Шевченко 50′ · Молош 83′ (пен.) · Медведев 107′ · Шевченко 115′ · Чижек 120′   |

| Авангард |                       | Сибирь |
| -------- | --------------------- | ------ |
| 11(5)    | удары (в створ ворот) | 27(15) |
| 9        | угловые               | 4      |

## Лига Европы

### 3-й квалификационный раунд
Первый матч
| 29 июля 2010 16:00 MSK | \| Сибирь \| 1:0 (0:0) \| Аполлон \| \| Медведев 74′ \| Голы \| \| | Стадион: Спартак, Новосибирск Зрителей: 10 000 Судья: Либор Коваржик |
| Составы: · Сибирь: Ковалевски, Молош, Выходил, Макаренко (Беляев, 46), Валентич, Филипенко, Чижек (Аравин, 64), Нагибин, Астафьев, Антипенко (Шевченко, 41), Медведев. · Аполлон: Хваловски, Моррис, Рауль, Морторель, Коларж, Кинтерос, Косовски (Адорно, 68), Осени, Бангура, Мрдакович (Семеду, 55), Нуньес (Огбуке, 79). · Молош (8) — Моррис (10), Косовски (12). |                                                                    |                                                                      |
| Сибирь | 1:0 (0:0)                                                          | Аполлон                                                              |
| Медведев 74′ | Голы                                                               |                                                                      |

| Сибирь |                       | Аполлон |
| ------ | --------------------- | ------- |
| 16(7)  | удары (в створ ворот) | 5(4)    |
| 8      | угловые               | 5       |

Ответный матч
| 5 августа 2010 21:00 MSK | \| Аполлон \| 2:1 (1:0) \| Сибирь \| \| Семеду 12′ · Нуньес 71′ \| Голы \| Шевченко 63′ \| | Стадион: Цирион, Лимасол Зрителей: 8 000 Судья: Жолт Сабо |
| Составы: · Аполлон: Хваловски, Моррис, Рауль (Бангура, 85), Нева, Коларж, Кинтерос, Косовски, Осени, Адорно, Нуньес (Огбуке, 81), Семеду (Антониу Лопеш, 78). · Сибирь: Солосин, Выходил, Бухряков, Валентич, Климавичюс, Чижек (Макаренко, 46), Нагибин, Шуленин (Дегтярёв, 46), Астафьев, Медведев, Шевченко (Филипенко, 87). · Семеду (66), Кинтерос (84) — Шуленин (21), Климавичюс (38), Валентич (62), Шевченко (75), Солосин (87) · Косовски (15) (А). |                                                                                            |                                                           |
| Аполлон | 2:1 (1:0)                                                                                  | Сибирь                                                    |
| Семеду 12′ · Нуньес 71′ | Голы                                                                                       | Шевченко 63′                                              |

| Аполлон |                       | Сибирь |
| ------- | --------------------- | ------ |
| 7(5)    | удары (в створ ворот) | 3(2)   |
| 4       | угловые               | 0      |

### Раунд плей-офф
Первый матч
| 19 августа 2010 16:00 MSK | \| Сибирь \| 1:0 (0:0) \| ПСВ \| \| Дегтярёв 90+2′ \| Голы \| \| | Стадион: Спартак, Новосибирск Зрителей: 11 500 Судья: Томми Шервен |
| Составы: · Сибирь: Солосин, Бухряков, Выходил, Жозеф-Рене, Шумуликоски, Аравин (Молош, 90), Каньяс, Зиновьев (Дегтярёв, 64), Астафьев, Беляев (Чижек, 71), Шевченко. · ПСВ: Исакссон, Питерс, Родригес, Манолев, Вукович, Энгелар, Хатчинсон (Ойо, 81), Ленс, Амрабат, Берг (Марселу, 63), Тойвонен. · Выходил (20), Шевченко (39), Аравин (68) — нет. · Шевченко (43) (С). · Родригес (39) (П). |                                                                  |                                                                    |
| Сибирь | 1:0 (0:0)                                                        | ПСВ                                                                |
| Дегтярёв 90+2′ | Голы                                                             |                                                                    |

| Сибирь |                       | ПСВ  |
| ------ | --------------------- | ---- |
| 9(5)   | удары (в створ ворот) | 6(3) |
| 8      | угловые               | 4    |

Ответный матч
| 26 августа 2010 21:30 MSK | \| ПСВ \| 5:0 (1:0) \| Сибирь \| \| Берг 38′ · Энгелар 56′ · Тойвонен 64′ · Джуджак 73′, 90+1′ (пен.) \| Голы \| \| | Стадион: Филипс, Эйндховен Зрителей: 23 200 Судья: Стефан Юханнессон |
| Составы: · ПСВ: Исакссон, Марселу, Питерс, Вукович, Манолев, Хатчинсон, Энгелар, Тойвонен (Баккал, 81), Берг (Куверманс, 71), Джуджак, Ленс (Амрабат, 86). · Сибирь: Солосин, Бухряков, Выходил, Жозеф-Рене, Дегтярёв, Шумуликоски (Климавичюс, 71), Аравин, Каньяс, Зиновьев (Чижек, 76), Астафьев, Беляев (Васильев, 66). · нет — Зиновьев (33), Аравин (35), Солосин (57), Астафьев (59). | |                                                                      |
| ПСВ | 5:0 (1:0) | Сибирь                                                               |
| Берг 38′ · Энгелар 56′ · Тойвонен 64′ · Джуджак 73′, 90+1′ (пен.) | Голы |                                                                      |

| ПСВ    |                       | Сибирь |
| ------ | --------------------- | ------ |
| 21(11) | удары (в створ ворот) | 4(0)   |
| 9      | угловые               | 1      |

## Состав с начала сезона
| №  | Имя                 | Поз | Иг | Мин  | Г    | ЖК | КК | Примечание             |
| -- | ------------------- | --- | -- | ---- | ---- | -- | -- | ---------------------- |
| 1  | Алексей Солосин     | Врт | 12 | 989  | - 20 | 0  | 0  |                        |
| 30 | Войцех Ковалевски   | Врт | 14 | 1216 | - 34 | 1  | 0  |                        |
| 40 | Петр Вашек          | Врт | 6  | 495  | - 4  | 0  | 0  | заявлен 09.08.10       |
| 2  | Адесойе Ойеволе     | Защ | 7  | 539  | 1    | 2  | 0  | заявлен 09.08.10       |
| 3  | Дмитрий Молош       | Защ | 22 | 1866 | 4    | 9  | 0  |                        |
| 4  | Томаш Выходил       | Защ | 23 | 2070 | 0    | 4  | 0  |                        |
| 6  | Стив Жозеф-Ренет    | Защ | 13 | 1170 | 1    | 0  | 0  | заявлен 16.08.10       |
| 17 | Денис Бухряков      | Защ | 11 | 989  | 0    | 4  | 1  |                        |
| 21 | Никола Валентич     | Защ | 12 | 894  | 0    | 6  | 0  |                        |
| 22 | Егор Филипенко      | Защ | 18 | 1300 | 0    | 1  | 0  |                        |
| 24 | Арунас Климавичюс   | Защ | 11 | 647  | 1    | 3  | 0  |                        |
| 70 | Мартин Горак        | Защ | 1  | 90   | 0    | 0  | 0  |                        |
| 7  | Мантас Савенас      | ПЗ  | 1  | 18   | 0    | 0  | 0  |                        |
| 8  | Александр Макаренко | ПЗ  | 11 | 727  | 0    | 4  | 2  | ушёл 05.08.10 (аренда) |
| 11 | Томаш Чижек         | ПЗ  | 24 | 1417 | 5    | 2  | 0  |                        |
| 14 | Александр Дегтярёв  | ПЗ  | 18 | 927  | 0    | 2  | 0  |                        |
| 15 | Иван Нагибин        | ПЗ  | 24 | 1440 | 3    | 1  | 0  |                        |
| 20 | Александр Шуленин   | ПЗ  | 12 | 899  | 0    | 2  | 0  | ушёл 05.08.10          |
| 23 | Леонид Зуев         | ПЗ  | 1  | 78   | 0    | 0  | 0  |                        |
| 25 | Величе Шумуликоский | ПЗ  | 13 | 1163 | 0    | 5  | 0  | заявлен 09.08.10       |
| 27 | Алексей Аравин      | ПЗ  | 23 | 1787 | 0    | 6  | 1  |                        |
| 28 | Рохер Каньяс        | ПЗ  | 14 | 832  | 0    | 2  | 0  |                        |
| 49 | Вагиз Галиулин      | ПЗ  | 11 | 805  | 0    | 3  | 0  | заявлен 28.08.10       |
| 52 | Евгений Зиновьев    | ПЗ  | 11 | 697  | 1    | 1  | 0  |                        |
| 54 | Алексей Васильев    | ПЗ  | 9  | 396  | 0    | 1  | 0  |                        |
| 88 | Максим Астафьев     | ПЗ  | 24 | 1633 | 3    | 5  | 0  |                        |
| 91 | Александр Шумов     | ПЗ  | 1  | 11   | 0    | 1  | 0  |                        |
| 9  | Александр Антипенко | Нап | 19 | 970  | 1    | 2  | 0  |                        |
| 10 | Геннадий Близнюк    | Нап | 5  | 352  | 0    | 2  | 0  | ушёл 14.05.10          |
| 12 | Бартломей Гржелак   | Нап | 8  | 625  | 3    | 0  | 0  | заявлен 07.08.10       |
| 13 | Алексей Медведев    | Нап | 15 | 1306 | 6    | 0  | 0  | ушёл 06.08.10          |
| 95 | Роман Беляев        | Нап | 7  | 145  | 1    | 3  | 0  |                        |
| 99 | Игорь Шевченко      | Нап | 19 | 1154 | 4    | 6  | 0  |                        |

Генеральный директор — Лев Стрелков
Главный тренер — Игорь Криушенко
Тренер — Сергей Кирсанов
Тренер вратарей — Виталий Варивончик
Спортивный директор — Игорь Скляров

## Молодёжное первенство Чемпионата России
| Дата     | Место проведения | Команда противника | Счёт      | Голы |
| -------- | ---------------- | ------------------ | --------- | --- |
| 13.03.10 | Дома             | Терек              | 0:0       | |
| 19.03.10 | В гостях         | Сатурн             | 1:2 (1-1) | Семячкин (20-автогол) — Соболев (6), Махмудов (72)                                                                |
| 26.03.10 | Дома             | Спартак Нч         | 0:0       | |
| 02.04.10 | В гостях         | Амкар              | 0:0       | |
| 10.04.10 | Дома             | Анжи               | 3:0 (2-0) | Кочкин (11), Зуев (45+1), Кочкин (76)                                                                             |
| 16.04.10 | В гостях         | Алания             | 1:1 (0-1) | Житнев (67) — Хубулов (17)                                                                                        |
| 23.04.10 | Дома             | ЦСКА               | 1:0 (1-0) | Зуев (36) |
| 01.05.10 | Дома             | Ростов             | 4:2 (1-0) | Городцов (20), Беляев (47), Савенас (73), Беляев (74) — Гусейнпур (87-пен.), Кабанов (90)                         |
| 05.05.10 | В гостях         | Рубин              | 2:2 (1-0) | Беляев (37), Савенас (66-пен.) — Мирзаев (51), Бадяутдинов (85)                                                   |
| 09.05.10 | Дома             | Крылья Советов     | 2:2 (1-1) | Городцов (23), Савенас (52-пен.) — Салугин (35, 89)                                                               |
| 08.07.10 | Дома             | Динамо             | 1:2 (0-2) | Савенас (80-пен.) — Логуа (9), Комисов (45)                                                                       |
| 16.07.10 | В гостях         | Зенит              | 2:0 (0-0) | Выходил (67), Беляев (74)                                                                                         |
| 20.07.10 | В гостях         | Спартак М          | 3:2 (3-0) | Городцов (11), Беляев (20), Савенас (38) — Маляка (51, 54)                                                        |
| 24.07.10 | Дома             | Локомотив          | 0:3 (0-1) | Полоз (26), Миланович (57), Чочиев (70)                                                                           |
| 01.08.10 | В гостях         | Томь               | 3:1 (1-1) | Савенас (41), Зуев (83), Савенас (90+3) — Ноздрунов (16-пен.)                                                     |
| 07.08.10 | Дома             | Сатурн             | 1:0 (0-0) | Городцов (59) |
| 13.08.10 | В гостях         | Спартак Нч         | 1:2 (0-1) | Зуев (90+1) — Канихов (30), Митришев (52)                                                                         |
| 21.08.10 | Дома             | Амкар              | 2:3 (2-1) | Шумов (19), Зуев (44) — Тюкалов (5), Смородин (52), Михалев (70)                                                  |
| 29.08.10 | В гостях         | Анжи               | 3:2 (0-2) | Савенас (49-пен.), Васильев (76), Савенас (90-пен.) — Мухаммад (34), Абидинов (44)                                |
| 10.09.10 | Дома             | Алания             | 4:2 (0-2) | Васильев (59), Савенас (72, 74-пен.), Кулумбегашвили (79) — Бураев (7), Гусалов (37)                              |
| 19.09.10 | В гостях         | ЦСКА               | 3:1 (2-1) | Гржелак (12), Валентич (45-пен.), Васильев (68) — Киселев (26-пен.)                                               |
| 25.09.10 | В гостях         | Ростов             | 2:1 (0-0) | Городцов (84), Зуев (90) — Кабанов (75)                                                                           |
| 02.10.10 | Дома             | Рубин              | 0:0       | |
| 16.10.10 | В гостях         | Крылья Советов     | 1:5 (0-3) | Кулумбегашвили (71) — Ткачев (14), Буданов (21), Ставпец (34), Ткачев (47, 61)                                    |
| 22.10.10 | Дома             | Спартак (М)        | 1:2 (0-2) | Савенас (51) — Иванников (5), Обухов (18)                                                                         |
| 29.10.10 | В гостях         | Динамо (М)         | 1:1 (1-1) | Житнев (41) — Лобков (37)                                                                                         |
| 06.11.10 | Дома             | Зенит              | 3:3 (1-0) | Валентич (31), Савенас (48-пен.), Житнев (77) — Бочаров (58), Матяш (61, 81)                                      |
| 13.11.10 | В гостях         | Локомотив          | 2:6 (1-2) | Кулумбегашвили (33), Савенас (76) — Барсов (39), Нуров (44), Джиоев (72), Миланович (77), Джиоев (79), Полоз (83) |
| 19.11.10 | Дома             | Томь               | 1:0 (1-0) | Житнев (45) |
| 28.11.10 | В гостях         | Терек              | 1:0 (1-0) | Житнев (2) |

### Турнирное положение
| М  | Команда         | И  | В  | Н  | П  | Мячи    | ±   | О  |
| -- | --------------- | -- | -- | -- | -- | ------- | --- | -- |
| 1  | Спартак         | 30 | 17 | 10 | 3  | 66 − 23 | +43 | 61 |
| 2  | Амкар           | 30 | 17 | 6  | 7  | 50 − 38 | +12 | 57 |
| 3  | Зенит           | 30 | 17 | 4  | 9  | 53 − 22 | +31 | 55 |
| 4  | Рубин           | 30 | 14 | 9  | 7  | 41 − 31 | +10 | 51 |
| 5  | Локомотив       | 30 | 14 | 7  | 9  | 53 − 30 | +23 | 49 |
| 6  | Сибирь          | 30 | 13 | 9  | 8  | 49 − 45 | +4  | 48 |
| 7  | Сатурн          | 30 | 13 | 9  | 8  | 46 − 37 | +9  | 48 |
| 8  | Крылья Советов  | 30 | 12 | 9  | 9  | 54 − 43 | +11 | 45 |
| 9  | Ростов          | 30 | 12 | 5  | 13 | 32 − 34 | −2  | 41 |
| 10 | Алания          | 30 | 11 | 6  | 13 | 37 − 62 | −25 | 39 |
| 11 | Томь            | 30 | 8  | 12 | 10 | 30 − 39 | −9  | 36 |
| 12 | Спартак-Нальчик | 30 | 9  | 7  | 14 | 30 − 45 | −15 | 34 |
| 13 | Динамо          | 30 | 9  | 5  | 16 | 34 − 54 | −20 | 32 |
| 14 | ЦСКА            | 30 | 6  | 5  | 19 | 38 − 58 | −20 | 23 |
| 15 | Анжи            | 30 | 4  | 8  | 18 | 19 − 40 | −21 | 20 |
| 16 | Терек           | 30 | 3  | 11 | 16 | 16 − 47 | −31 | 20 |

И — игры, В — выигрыши, Н — ничьи, П — проигрыши, Мячи — забитые и пропущенные голы, ± — разница голов, О — очки

Бомбардиры: Савенас (Сибирь) — 14 голов. Ионов, Матяш (оба — Зенит) — 13. Козлов (Спартак) — 12.

#### Молодёжный состав
| №  |             | Поз. | Имя                       | Год рождения |
| -- | ----------- | ---- | ------------------------- | ------------ |
| 16 | Флаг России | Вр   | Максим Елисеев            | 1991         |
| 36 | Флаг России | Вр   | Кирилл Комаренко          | 1992         |
| 77 | Флаг России | Вр   | Илья Трунин               | 1992         |
| 5  | Флаг России | Защ  | Михаил Лучинкин (капитан) | 1991         |
| 44 | Флаг России | Защ  | Вячеслав Шишкин           | 1993         |
| 68 | Флаг России | Защ  | Виталий Запрудских        | 1991         |
| 93 | Флаг России | Защ  | Сергей Бурковецкий        | 1992         |
| 96 | Флаг России | Защ  | Иван Стаин                | 1989         |
| 18 | Флаг России | ПЗ   | Дмитрий Мельников         | 1992         |
| 19 | Флаг России | ПЗ   | Даниил Кочкин             | 1992         |
| 23 | Флаг России | ПЗ   | Леонид Зуев               | 1991         |
| 29 | Флаг России | ПЗ   | Андрей Шрейнер            | 1990         |
| 33 | Флаг России | ПЗ   | Павел Логвинов            | 1990         |

| №  |             | Поз. | Имя                  | Год рождения |
| -- | ----------- | ---- | -------------------- | ------------ |
| 38 | Флаг России | ПЗ   | Эдуард Круг          | 1991         |
| 55 | Флаг России | ПЗ   | Алексей Гладышев     | 1992         |
| 62 | Флаг России | ПЗ   | Гия Кулумбегашвили   | 1990         |
| 66 | Флаг России | ПЗ   | Александр Минеев     | 1988         |
| 80 | Флаг России | ПЗ   | Сергей Коротков      | 1990         |
| 85 | Флаг России | ПЗ   | Роман Мокин          | 1992         |
| 90 | Флаг России | ПЗ   | Максим Житнев        | 1990         |
| 91 | Флаг России | ПЗ   | Александр Шумов      | 1991         |
| 92 | Флаг России | ПЗ   | Александр Масловский | 1992         |
| 97 | Флаг России | ПЗ   | Николай Липаткин     | 1986         |
| 28 | Флаг России | Нап  | Максим Городцов      | 1991         |
| 39 | Флаг России | Нап  | Владимир Глухов      | 1990         |
| 65 | Флаг России | Нап  | Артём Дудолев        | 1991         |

Главный тренер — Андрей Арефин

## Хронология событий
• 29 января при опросе газетой «Спорт-Экспресс» клубных руководителей команд Премьер-лиги генеральный директор «Сибири» Лев Стрелков заявил::

Какой бюджет будет у вашего клуба в новом году?
В настоящий момент — 12 миллионов долларов. В дальнейшем возможна корректировка бюджета. Статьи доходов традиционны — выручка от продажи билетов, реализация лигой прав на телевизионные трансляции, продажа атрибутики в нашем фирменном магазине.

• ФК Сибирь ознакомила болельщиков с ценовой политикой на билеты в 2010 году: на один матч от 50 до 650 рублей в зависимости от категории матча.
• 10 марта в ДК «Прогресс» прошла торжественная церемония награждения футболистов ФК «Сибирь» по итогам сезона 2009. Болельщикам представили новичков команды, познакомили с новой игровой формой «Сибири», а также раздали призы и провели импровизированную пресс-конференцию.
• 11 марта на общем собрании игроков, при выборе капитана команды, 25 голосов из 27 получил нападающий Алексей Медведев. Вице-капитанами были выбраны Томаш Выходил и Денис Бухряков.
• 12 марта завершилось 7-е интернет-голосование на звание «Сибиряки года-2009». По мнению интернет-пользователей, «Сибиряками-2009» стали: Игорь Криушенко (голосов: 4731) 

«Тренеру из Минска удалось сделать то, что не удавалось до него никому: он впервые в истории новосибирского футбола вывел клуб „Сибирь“ из первого дивизиона в Премьер-лигу, причем — по результатам дебютного сезона!»
• 17 марта контрольно-дисциплинарный комитет РФС принял решение оштрафовать ФК «Сибирь» на 10 тысяч рублей за бросание болельщиками предметов на пол.
• 07 апреля контрольно-дисциплинарный комитет РФС после матча «Амкар» — «Сибирь» принял решение оштрафовать ФК «Сибирь» на 20 тысяч рублей за нарушение регламента Росгосстрах-Чемпионата России по футболу
• 11 апреля после матча 5-го тура чемпионата России «Сибирь» — «Анжи» (2:4) в раздевалку хозяев пришли члены попечительского совета новосибирского клуба Вадим Данилов и Николай Скороходов, а также генеральный директор клуба Лев Стрелков. Они поддержали и команду, занимающую после пяти туров последнее место с одним очком в активе, и её главного тренера.
• 14 апреля контрольно-дисциплинарный комитет РФС принял решение оштрафовать ФК «Сибирь» на 100 тысяч рублей за неподобающее поведение команды. Помимо этого два футболиста «Сибири» дисквалифицированы на разные сроки: Александр Макаренко пропустит три матча Чемпионата России, а Алексей Аравин — две.
• 21 апреля победив «Аланию» команда «Сибирь» вышла в финал Кубка России, где встретится с питерским «Зенитом». Согласно регламенту соревнования независимо от результата финального матча «Сибирь» будет выступать в Лиге Европы.
• 14 мая на заседании комиссии РФС по лицензированию футбольных клубов в РФ принято решение о выдаче команде «Сибирь» лицензию УЕФА на право участия в международных соревнованиях.
• 14 мая по обоюдному согласию был расторгнут контракт с  Геннадием Близнюком, впоследствии перешедшим в  Белшину.
• 17 июня на клубном сайте «Сибири» завершился опрос «Кто из новичков „Сибири“ был лучшим на стартовым отрезке Чемпионата России?» Лучшим новичком «Сибири» болельщики признали Томаша Чижека. За него свои голоса отдали 51 процент опрошенных респондентов. Второе место в ТОП-5 у Войцеха Ковалевски (17 процентов голосов), третий — Иван Нагибин (11 процентов), четвёртый — Максим Астафьев (9 процентов) и пятый — Александр Антипенко (3 процента).
• 16 июля в Швейцарии завершилась жеребьевка третьего квалификационного раунда Лиги Европы. Соперником новосибирской «Сибири» по этой стадии турнира стал кипрский «Аполлон». Первый матч «Сибирь» проведёт на своем поле.
• 21 июля после матча с «Зенитом» контрольно-дисциплинарный комитет РФС принял решение оштрафовать ФК «Сибирь» на 100 тысяч рублей за неподобающее поведение команды.
• 23 июля новый газон стадиона «Спартак» получил сертификат качества от ФИФА на категорию «Две звезды». Сертификат действителен в течение года с 14 июля 2010 года по 13 июля 2011.
• 02 августа впервые в истории Премьер-лиги состоялось «сибирское дерби» между «Томью» и «Сибири». Антураж матча запомнился прежде всего оскорблениями между фанатами команд. Изначально Томск встретил фанатов «Сибири» негостеприимно — стадион «Труд» к их приезду был разукрашен оскорбительными наклейками, кресла гостевой трибуны покрылись похабными надписями в адрес игроков «Сибири» и новосибирских болельщиков. Наиболее популярным словом на этом матче со стороны томских болельщиков было «петухи» (символ «Сибири» — орел). Новосибирские фанаты не остались в долгу, начав на трибуне скандировать оскорбительные слова в адрес Томска и устроив небольшой поджог на стадионе. Массовые беспорядки между фанатами обеих команд, которые вот-вот уже грозили начаться сразу после матча, предотвратил ОМОН.
Как заявил пресс-атташе ФК «Сибирь»::

Сейчас некогда этим заниматься, нам жаль, что так случилось. Данный инцидент целиком будет на совести руководства стадиона «Труд» и руководства клуба «Томь», пусть лучше воспитывают своих болельщиков 
.
• 04 августа контрольно-дисциплинарный комитет РФС после матча «Томь» — «Сибирь» принял дисциплинарные решения оштрафовать клуб на 220 тыс. рублей. За скандирование болельщиками нецензурных выражений оштрафовать ФК «Сибирь» на 20 тысяч рублей. За нарушение болельщиками общественного порядка оштрафовать ФК «Сибирь» на 200 тысяч рублей.
• 06 августа по результатам жеребьевки, состоявшейся в штаб-квартире УЕФА в швейцарском Ньоне, определился соперник «Сибири» по раунду плей-офф Лиги Европы. Им стал голландский ПСВ (Эйндховен). Первый матч состоится в Новосибирске.
• 06 августа из-за шестичасовой задержки рейса из кипрской Ларнаки, футболисты новосибирской «Сибири» прибыв в столичный аэропорт Шереметьево опоздали на рейс в Новосибирск, на который у команды были куплены билеты. Самолёт улетел без новосибирских футболистов. Попытки купить билеты на другие рейсы ни к чему не привели — билетов не оказалось в наличии. Руководство футбольного клуба «Сибирь» обратилось в РФПЛ с просьбой перенести матч 16 тура «Сибирь» — «Сатурн», который должен состояться 08 августа в Новосибирске в 19-30. Однако, никакой реакции от РФПЛ не последовало. На помощь пришёл футбольный клуб «Сатурн», который согласился взять сибиряков с собой в чартер, который благополучно прилетел в Новосибирск 07 августа в 17-00.
• 08 августа впервые на домашнем матче с «Сатурном» отсутствовали активные ультрас «Сибири».
• 12 августа пресс-служба «Рубина» официально объявила о переходе нападающего «Сибири» Алексея Медведева. 33-летний форвард заключил с казанским клубом контракт сроком до конца 2012 года. Капитаном команды «Сибири» стал Томаш Выходил.
• 16 августа Комитет РФС по этике на очередном заседании рассмотрел документы, относящиеся к инцидентам, имевшим место во время матча «Зенит» — «Сибирь» (17 июля, 13-й тур чемпионата страны). Говорилось, что во время матча звучали неоднократные оскорбительные скандирования болельщиков ФК «Зенит» в адрес вратаря футбольной команды «Сибирь» Войцеха Ковалевски. По итогам заседания комитета было заявлено о недопустимости подобного поведения болельщиков «Зенита». Кроме того, Комитет РФС по этике также обратил внимание на неоднократные публичные и некорректные высказывания главного тренера «Сибири» Игоря Криушенко в адрес судей, обслуживавших данный матч. В случае повторения подобного Комитет по этике оставил за собой право дать поведению тренера соответствующую оценку.
• 30 августа «Сибирь» после матча 19-го тура чемпионата России в Махачкале против местного «Анжи» (0:1) подала жалобу на судейство Александра Колобаева из Москвы. В официальный протокол встречи были внесены два момента: назначение на 49-й минуте пенальти в ворота гостей, и неназначение пенальти в ворота хозяев на 80-й минуте матча.
Экспертно-судейская комиссия РФС на своем заседании признала необоснованными претензии «Сибири» по данным эпизодам матча с «Анжи».
По версии газеты «Спорт-Экспресс» за обслуживание матча судья Колобаев получил 50 баллов (7-е место из 8 судей). Также газетой по итогам матчей тура было выделено 8 спорных эпизодов, из них 2 — в матче «Анжи»-«Сибирь»:

49’ в штрафной гостей в единоборстве с Валентичем падает Цораев. Главный арбитр Александр Колобаев ошибочно назначает 11-метровый удар.
80’ после розыгрыша штрафного удара в штрафной площади хозяев защитник руками задерживает Шевченко. Колобаев ошибочно не назначает пенальти. 
.
• 2 сентября болельщики футбольного клуба «Сибирь» направили письмо руководству Российского футбольного союза и Российской футбольной Премьер-лиги, где болельщики выражают надежду, что оставшаяся треть Чемпионата России пройдёт в честной борьбе, при непредвзятом судействе, и для всех участников чемпионата будут соблюдаться равные условия во всех спортивных аспектах.
• 11 сентября во время матча «Сибирь» — «Алания» новосибирские болельщики устроили акцию «поющий стадион». Перед матчем всем болельщикам выдавали листовки с текстом песни на мотив «Врагу не сдаётся наш гордый Варяг». В условленный момент матча (19 мин. 36 сек.) — фанаты ультрас начали исполнять песню в поддержку команды. По ходу исполнения болельщики вставали и вступали в песню постепенно. Таким образом, к кульминации песни пели все трибуны. Та же акция проходила и во втором тайме.:
• 11 ноября голкипер новосибирской «Сибири» Петр Вашек подписал новое соглашение с клубом. Срок контракта — два с половиной года,
• 14 ноября «Сибирь», сыграв в ничью с «Локомотивом» 1:1 в 28-м туре, досрочно покинула премьер-лигу.
• 22 ноября болельщики «Сибири» по итогам голосования на официальном сайте клуба признали защитника Дмитрия Молоша лучшим игроком команды в 2010 году.
• 24 ноября контрольно-дисциплинарный комитет РФС после матча «Сибирь» — «Томь» принял дисциплинарные решения оштрафовать клуб на 100 тыс. рублей за нарушение болельщиками общественного порядка.
• 29 ноября футболисты «Сибири» ушли в отпуск, который продлится ориентировочно до 10 января 2011 года.
• 01 декабря капитан «Сибири» Томаш Выходил подписал новый полуторалетний контракт с новосибирским клубом.
• 02 декабря защитник Денис Бухряков подписал новый контракт с «Сибирью» сроком на полтора года.
• 13 декабря Дмитрий Черышев назначен на пост спортивного директора клуба, вместо ушедшего Игоря Склярова.